# Liomus ramosus
Liomus ramosus är en mångfotingart som beskrevs av Velez 1967. Liomus ramosus ingår i släktet Liomus och familjen fingerdubbelfotingar. Inga underarter finns listade i Catalogue of Life.